# Gian Franco Legler
Gian Franco Legler (Zwitserland, 1922 – 2015) was een Zwitsers-Italiaans industrieel ontwerper.

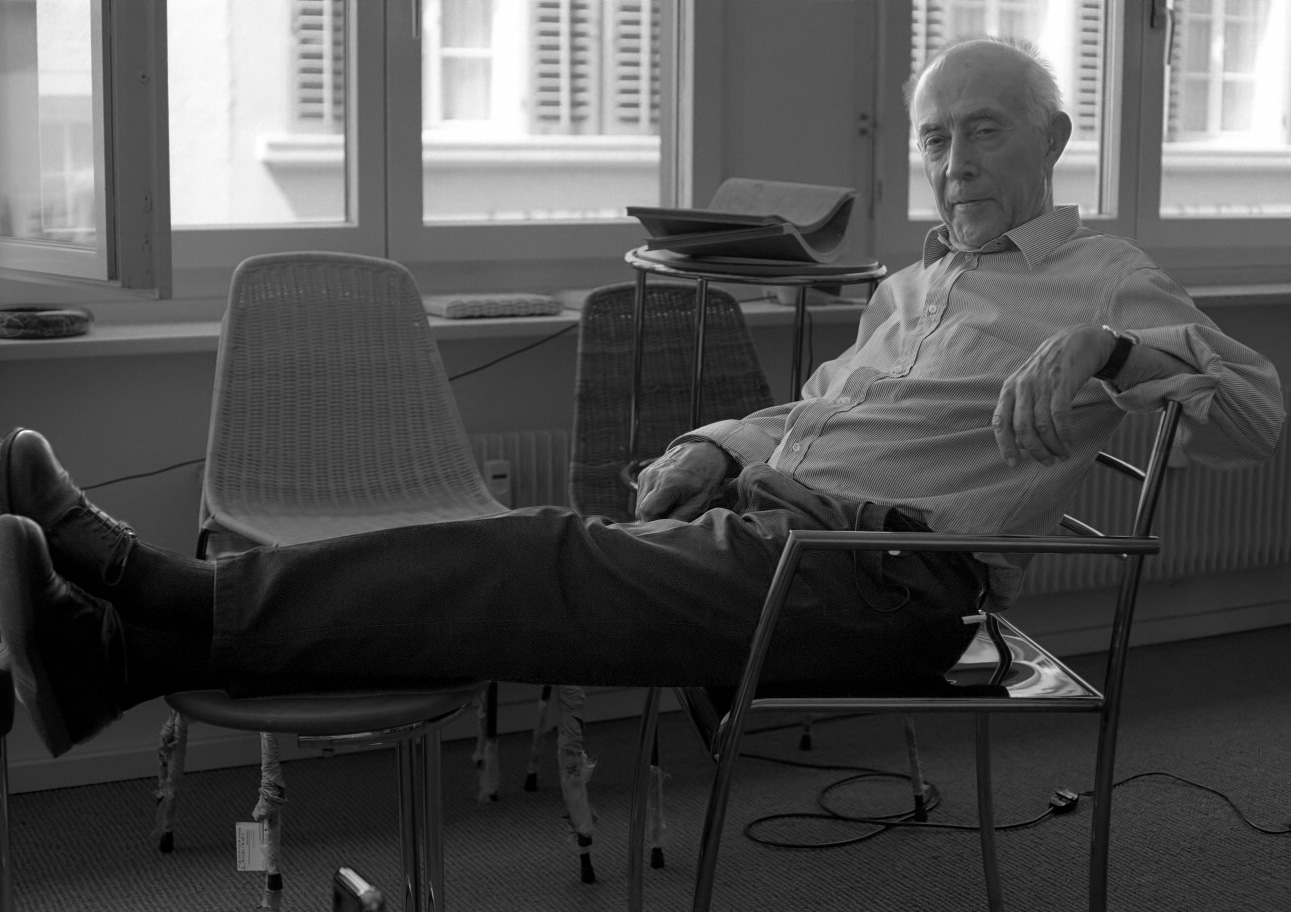
Gian Franco Legler

Legler werd geboren in Zwitserland en groeide op in Italië. Hij studeerde architectuur in Zürich. Begin jaren vijftig studeerde Legler in de Verenigde Staten en specialiseerde er zich in industriële vormgeving. Eerst in Boston en daarna in Chicago, toen het centrum van industriële vormgeving. Hij leidde er later zijn eigen ontwerpstudio. In 1961 keerde hij terug naar Zürich, waar hij tot 2007 zijn werk als ontwerper voortzette.
Legler is de ontwerper van de Basket Chair uit 1951.

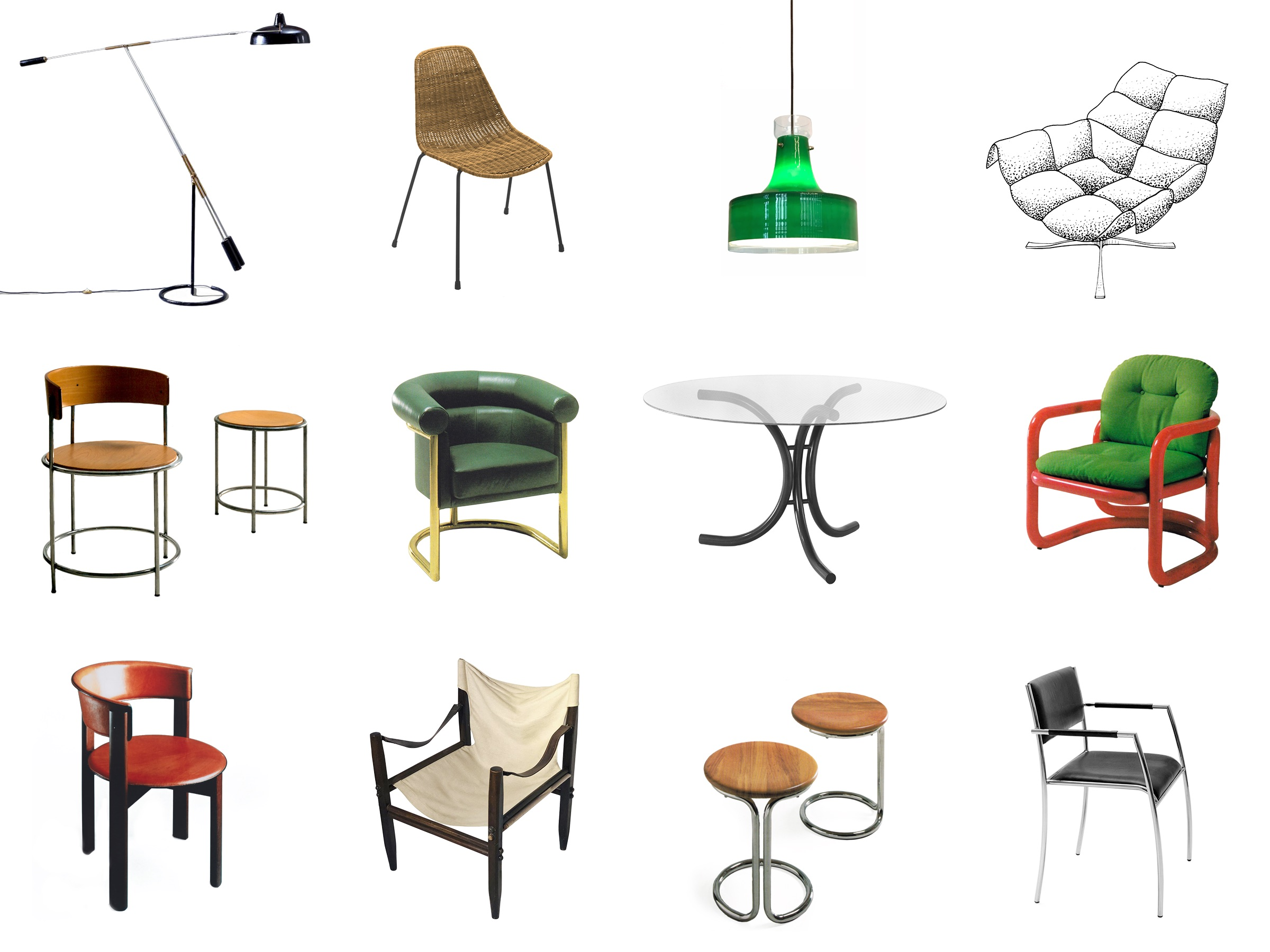
Designobjekte12querohneSKopie